# Валенте, Кэтрин М.
Кэтрин М. Валенте (англ. Catherynne M. Valente; настоящее имя — Бетани Томас (англ.  Bethany Thomas), род. 5 мая 1979 года) — американская писательница, поэтесса, литературный критик. В своих работах соединяет фантастику и фэнтези с постмодернизмом, использует многочисленные фольклорные и мифологические мотивы. Лауреат премии Джеймса Типтри-младшего («Сказки сироты. В ночном саду», 2006), премии Андре Нортон («Девочка, которая объехала Волшебную Страну на самодельном корабле», 2010), Мифопоэтической премии («Сказки сироты», 2008).

## Биография
Родилась в Сиэтле, Вашингтон, США и жила там до тринадцати лет. Старшая из пяти детей в семье. Остаток подростковых лет провела в Калифорнии. Старшую школу окончила в пятнадцать лет, в дальнейшем училась в Калифорнийском университете в Сан-Диего и в Эдинбургском университете. Получила степень бакалавра по классической филологии со специализацией в лингвистике древнегреческого языка.
В течение некоторого времени жила в Японии, Австралии, Огайо, Вирджинии, Чикаго. Работала, по собственному утверждению, «гадалкой, телепродавцом, репетитором, библиотекарем, официанткой, барменом, актрисой, статистиком». В настоящий момент вместе с мужем живёт на острове неподалёку от побережья Мэна.

## Творчество
Первый роман Валенте «Лабиринт» (англ. The Labyrinth), описывающий путешествие героини через разумный лабиринт и включающий мифологические мотивы, характерные для всего творчества писательницы, был опубликован в 2004 году. С тех пор она издала более двадцати романов и сборников поэзии, которые номинировались на такие премии как «Хьюго», «Локус» и Всемирная премия фэнтези.
Дилогия «Сказки сироты» (англ. The Orphan’s Tales), основанная на постмодернистском переосмыслении сказок из «Тысяча и одной ночи», в 2008 году получила Мифопоэтическую премию, а её первый том «В ночном саду» (англ. The Orphan’s Tales) получил Премию Джеймса Типтри-младшего в 2006 и был номинирован на Всемирную премию фэнтези в 2007. Роман 2009 года «Палимпсест» (англ. Palimpsest) получил литературную премию «Лямбда» за лучшее фантастическое произведение на ЛГБТ-тематику и вошёл в короткий список Премии «Хьюго» за лучший роман в 2010 году. В 2012 году Валенте получила премию «Локус» сразу в трёх номинациях: лучшая короткая повесть («Белые линии на зелёном поле» — англ. White Lines on a Green Field), лучшая повесть («Молча, быстро и легко» — англ. Silently and Very Fast) и лучший подростковый роман — («Девочка, которая объехала волшебную Страну на самодельном корабле» — англ. The Girl Who Circumnavigated Fairyland in a Ship of Her Own Making).
Валенте активна в краудфандинге, и в 2009 году опубликовала роман для детей «Девочка, которая объехала волшебную Страну на самодельном корабле» онлайн. До этого книга с таким названием упоминалась как вымышленное произведение в более раннем романе Валенте «Палимпсест». Роман получил Премию Андре Нортон в 2009 году, что сделало его первым романом, получившим данную премию до традиционной публикации. В 2011 году, после выхода в печати, роман дебютировал на восьмом месте в списке бестселлеров New York Times.
В 2006 году, после выхода «Сказок сироты», Валенте предложила термин «мифпанк» для определения жанра, в котором работает. Мифпанк подразумевает постмодернистское переосмысление мифологических, фольклорных и сказочных мотивов в фэнтези, сегодня этот термин получил распространение относительно работ и других писателей.

## Избранная библиография

### Романы
- The Labyrinth (2004)
- The Ice Puzzle (2004)
- Yume No Hon: The Book of Dreams (2005)
- The Grass-Cutting Sword (2006)
- Palimpsest (2009)
- Deathless («Бессмертный», 2011)
- Radiance («Сияние», 2015)
- The Glass Town Game (2017)
- Mass Effect Andromeda: Annihilation (2018)
- Space Opera (2018)
- Minecraft: The End (2019)

The Orphan’s Tales / Сказки сироты
- In the Night Garden («В ночном саду», 2006)
- In the Cities of Coin and Spice («Города монет и пряностей», 2007)

Fairyland / Волшебная Страна
- Приквел: The Girl Who Ruled Fairyland—For a Little While[8] (2011)
- The Girl Who Circumnavigated Fairyland in a Ship of Her Own Making («Девочка, которая объехала Волшебную Страну на самодельном корабле», 2011)
- The Girl Who Fell Beneath Fairyland and Led the Revels There («Девочка, которая провалилась в Волшебное Подземелье и утащила с собой Развеселье», 2012)
- The Girl Who Soared Over Fairyland and Cut the Moon in Two («Девочка, которая воспарила над Волшебной Страной и раздвоила Луну», 2013)
- The Boy Who Lost Fairyland (2015)
- The Girl Who Raced Fairyland All the Way Home (2016)

A Dirge for Prester John / Панихида по Пресвитеру Иоанну
- The Habitation of the Blessed (2010)
- The Folded World (2011)

### Повести
- Silently and Very Fast («Молча, быстро и легко», 2011)
- Six-Gun Snow White (2013)
- Speak Easy (2015)
- The Refrigerator Monologues (2017)